# Вишнёвое (Зачепиловский район)
Вишнёвое (укр. Вишневе; до 2016 г. — Червоноарме́йское) — село, Бердянский сельский совет, Зачепиловский район, Харьковская область, Украина.
Код КОАТУУ — 6322280504. Население по переписи 2001 года составляет 185 (79/106 м/ж) человек.

## Географическое положение
Село Вишнёвое находится в 7,5 км от реки Орель,
через село проходит автомобильная дорога М-18 (E 105),
на расстоянии в 2 км расположено село Бердянка, по селу протекает пересыхающий ручей с запрудами.

## История
- 1920 — дата основания.
- 2016 — село Червоноармейское переименовано в Вишнёвое.

## Экономика
- Молочно-товарная ферма.